# Claudio Núñez
Claudio Núñez (Valparaíso, 16 de outubro de 1975) é um ex-futebolista chileno que atuava como atacante.

## Carreira
Claudio Núñez integrou a Seleção Chilena de Futebol na Copa América de 1999.